# Look at Me (John Lennon)
Look at Me è una canzone scritta ed eseguita da John Lennon, tratta dal suo album solista  John Lennon/Plastic Ono Band. Venne scritta già durante le sessioni di registrazione per il White Album nel 1968, ma pubblicata nell'album solista dal suo autore solo due anni più tardi. È possibile ascoltare una differente versione della canzone sugli album John Lennon Anthology e su Acoustic.
La canzone è suonata in fingerpicking, così come altre canzoni fra cui Dear Prudence, Happiness Is a Warm Gun e Julia, tutte accomunate da simili linee melodiche e tutte pubblicate nel White Album. Lennon imparò la tecnica del fingerpicking dal musicista scozzese Donovan, all'epoca anche lui in India per seguire le lezioni di meditazione trascendentale.

## Crediti
- John Lennon; voce, chitarra acustica

## Nella cultura di massa
- La versione tratta da John Lennon Anthology venne usata nel film The Royal Tenenbaums
- La rock band punk canadese dei Sum 41 ha pubblicato una canzone dal medesimo titolo nel suo LP Underclass Hero. L'inizio della canzone inoltre ricalca il primo verso usato da Lennon (Look at Me: who am I supposed to be?) Il titolo stesso dell'album fa riferimento ad un'altra famosa canzone di Lennon, ovvero Working Class Hero.